# Las Vegas Film Critics Society Awards 2015
19. ročník předávání cen společnosti Las Vegas Film Critics Society se konal dne 17. prosince 2015. Nominace byly oznámeny dne 15. prosince 2015.

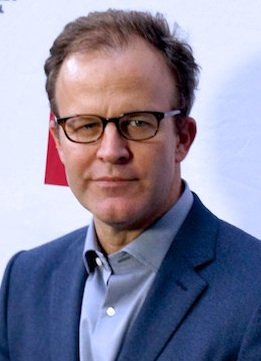
Tom McCarthy vítěz v kategoriích nejlepší režie a nejlepší původní scénář

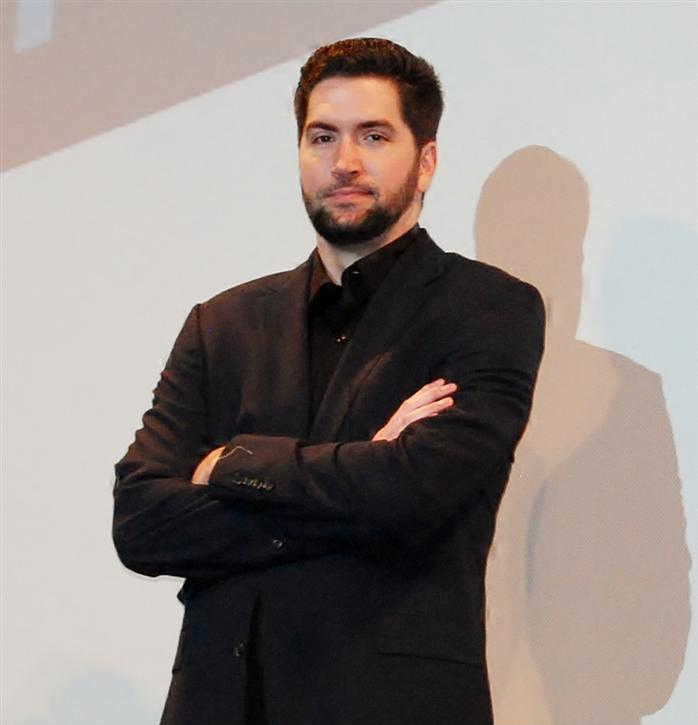
Drew Goddard vítěz v kategorii nejlepší adaptovaný scénář

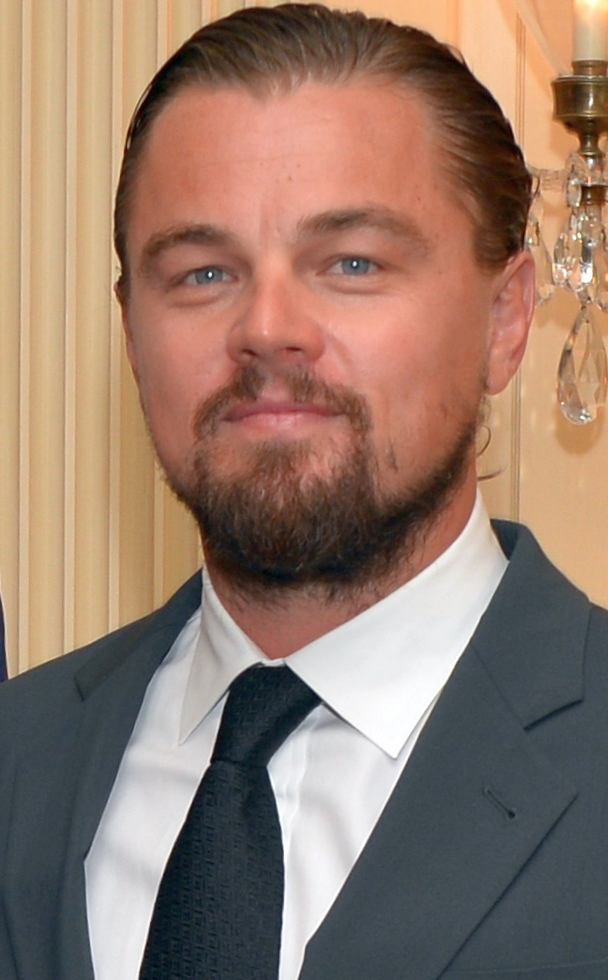
Leonardo DiCaprio vítěz v kategorii nejlepší herec v hlavní roli

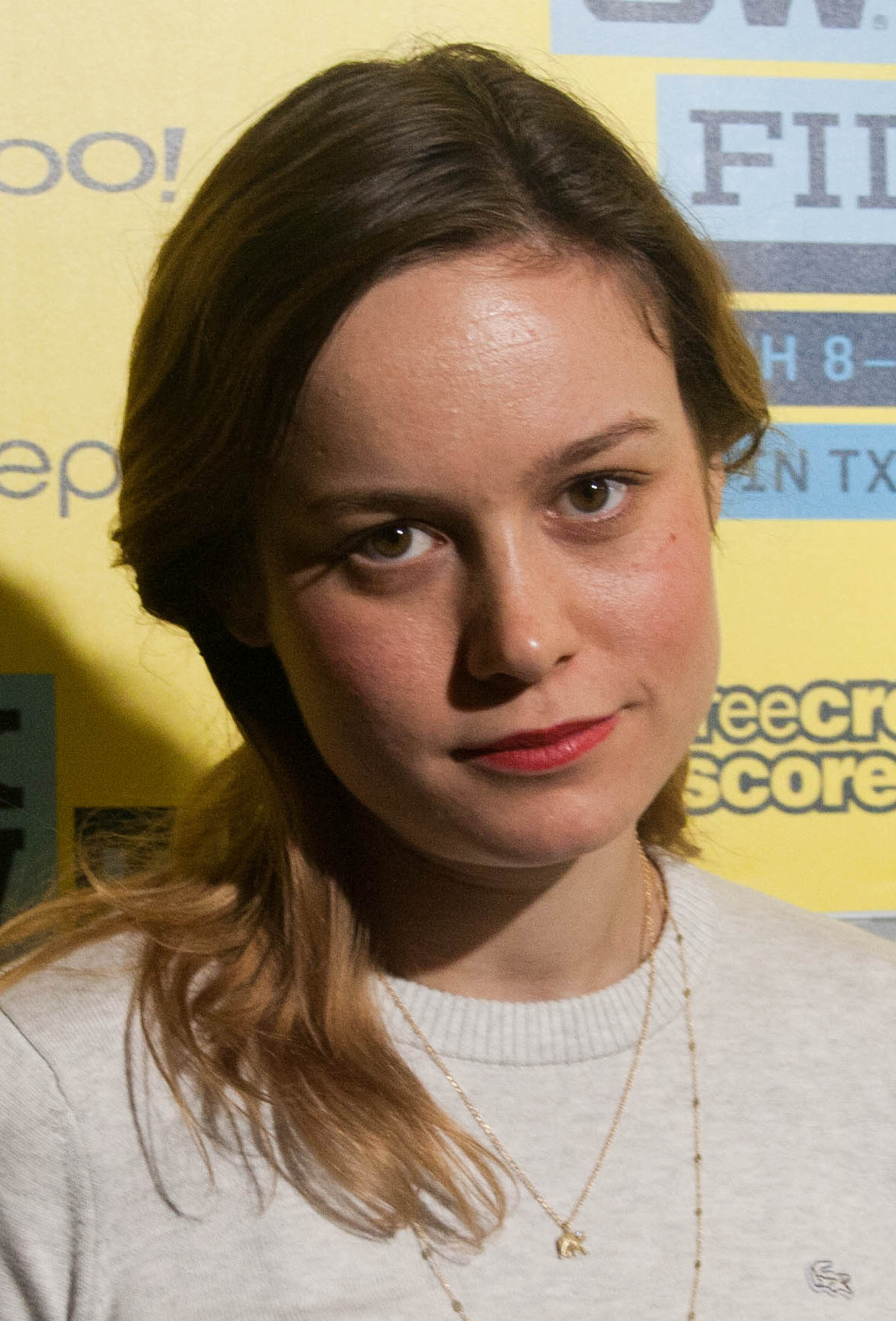
Brie Larson vítěz v kategorii nejlepší herečka v hlavní roli

## Vítězové a nominovaní

### Nejlepší film
1. Spotlight
2. Creed
3. Ex Machina
4. Straight Outta Compton
5. Bestie bez vlasti
6. Marťan
7. Šílený Max: Zběsilá cesta
8. Sicario: Nájemný vrah
9. Legendy zločinu
10. Room

### Nejlepší režisér
Tom McCarthy – Spotlight
- George Miller – Šílený Max: Zběsilá cesta
- Ridley Scott – Marťan
- Cary Joji Fukunaga – Bestie bez vlasti
- Ryan Coogler – Creed

### Nejlepší adaptovaný scénář
Drew Goddard – Marťan
- Adam McKay a Charles Randolph – Sázka na nejistotu
- Nick Hornby – Brooklyn
- Emma Donoghue – Room
- Aaron Sorkin – Steve Jobs

### Nejlepší původní scénář
Tom McCarthy a Josh Singer – Spotlight
- Alex Garland – Ex Machina
- Quentin Tarantino – Osm hrozných
- Pete Docter, Meg LeFauve a Josh Cooley – V hlavě
- Amy Schumer – Vykolejená

### Nejlepší herec v hlavní roli
Leonardo DiCaprio – Revenant Zmrtvýchvstání
- Matt Damon – Marťan
- Michael Fassbender – Steve Jobs
- Bryan Cranston – Trumbo
- Michael B. Jordan – Creed

### Nejlepší herečka v hlavní roli
Brie Larson – Room
- Cate Blanchett – Carol
- Emily Bluntová – Sicario: Nájemný vrah
- Alicia Vikander – Dánská dívka
- Lily Tomlin – Babi

### Nejlepší herec ve vedlejší roli
Sylvester Stallone – Creed
- Idris Elba – Bestie bez vlasti
- Michael Shannon – 99 Homes
- Tom Hardy – Revenant Zmrtvýchvstání
- Mark Ruffalo – Spotlight

### Nejlepší herečka ve vedlejší roli
Elizabeth Banks – Love & Mercy
- Alicia Vikander – Ex Machina
- Jennifer Jason Leigh – Osm hrozných
- Kate Winslet – Steve Jobs
- Rachel McAdams – Spotlight

### Nejlepší cizojazyčný film
Dobrou, mámo
- Mustang
- Fénix
- Respire
- Nicole, ty spíš

### Nejlepší animovaný film
V hlavě
- Anomalisa
- Hodný dinosaurus
- Snoopy a Charlie Brown. Peanuts ve filmu
- Ovečka Shaun ve filmu

### Nejlepší kamera
Emmanuel Lubezki – Revenant Zmrtvýchvstání
- Roger Deakins – Sicario: Nájemný vrah
- Robert Richardson – Osm hrozných
- John Seale – Šílený Max: Zběsilá cesta
- Cary Joji Fukunaga – Bestie bez vlasti

### Další ocenění
Nejlepší střih: Margaret Sixel – Šílený Max: Zběsilá cesta
Nejlepší akční film: Šílený Max: Zběsilá cesta
Nejlepší komedie: Vykolejená
Nejlepší dokument: Going Clear: Scientology and the Prison of Belief
Nejlepší obsazení: Spotlight
Nejlepší rodinný film: Popelka
Nejlepší horor/sci-fi: Ex Machina
Nejlepší skladatel: Ennio Morricone – Osm hrozných
Nejlepší filmová píseň: „See You Again“ – Rychle a zběsile 7
Nejlepší výprava: Irene O'Brien a Robert Parle – Brooklyn
Nejlepší kostýmy: Šílený Max: Zběsilá cesta
Nejlepší vizuální efekty: Šílený Max: Zběsilá cesta
Nejlepší nový filmař: Alex Garland – Ex Machina
Nejlepší mladá herečka/mladý herec: Jacob Tremblay – Room
Celoživotní ocenění: Ennio Morricone
Ocenění Silver Nitrate: Lee Lanier